# 巨型羽翅鱟
巨型羽翅鱟（學名：Megalograptus），也称巨笔石鲎属，是一屬生存於晚奧陶紀的海蠍，本屬共有5種，其中4種（M. ohioensis、M. shideleri、M. welchi與M. williamsae）發現於美國俄亥俄州，另外1種
（M. alveolatus）則發現於維吉尼亞州。
巨型羽翅鱟是目前已知最早的一屬海蠍，屬名来自古希腊语mégas“great”（巨大的）+ gráphō“to write”（写，动词），其由來是因為牠們被發現的第一批化石是多刺的腿而被誤認為是大量的筆石，因而得名。牠們為奧陶紀少數的大型掠食者，其中最大的種（M. shideleri）的長度約為2（6.6英尺）。

## 物種
本属包括以下物种：
- †凹缘巨笔石鲎 Megalograptus alveolatus Shuler, 1915，种名来自拉丁语alveus“cavity”（腔、凹陷） + latus“sides”（边缘）。
- †俄亥俄巨型羽翅鱟 Megalograptus ohioensis Caster & Kjellesvig-Waering, 1964，种名来自拉丁语ohioensis“of Ohio”（俄亥俄的）。
- †施氏巨笔石鲎 Megalograptus shideleri Caster & Kjellesvig-Waering, 1964，种名以William H. Shideler的名字命名。
- †韦氏巨笔石鲎 Megalograptus welchi Miller, 1874，种名以L. B. Welch的名字命名。
- †威氏巨笔石鲎 Megalograptus williamsae Caster & Kjellesvig-Waering, 1964，种名以化石发现者Carrie Williams的名字命名。

## 描述

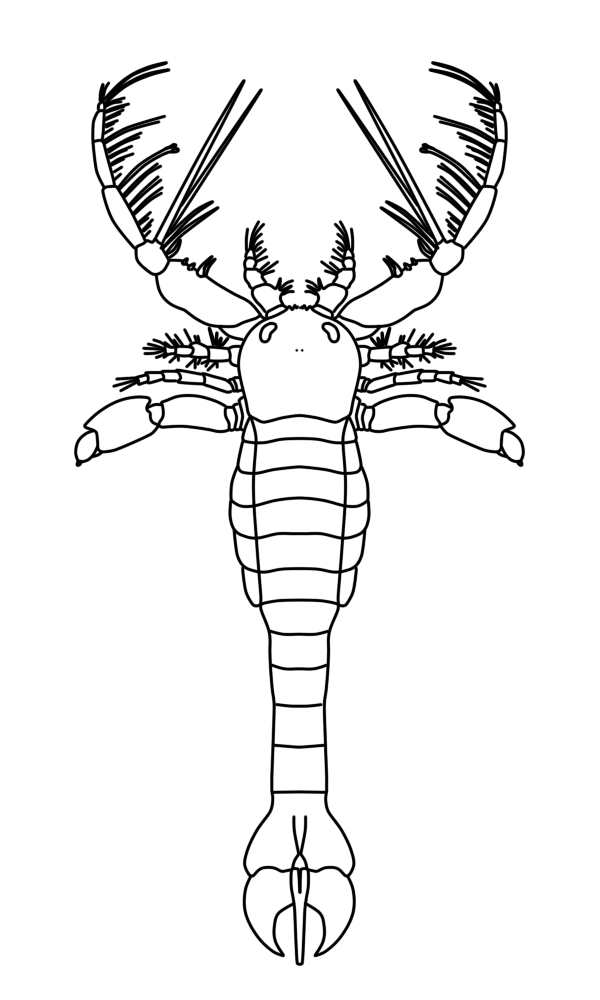
M. ohioensis的復原圖

巨型羽翅鱟最特別的特徵在於其巨大且帶有長刺的第三對附肢，然而目前科學家仍然不清楚其功用，推測可能可以藉由這些長刺掃過沉積物來捕捉獵物。
巨型羽翅鱟的尾節短而尖銳，然而和現存的蠍子不同，該尾刺並不帶毒。

## 大眾文化
在BBC製作的《海底霸王》第1集第七危險海洋中出現，為房角石的獵物之一。
在沙盒動作冒險遊戲《方舟：生存進化》中，為玩家可以在深海海床附近能夠遭遇的生物。

## 外部連結
- BBC - Science & Nature - Sea Monsters - Fact File: Sea Scorpion （页面存档备份，存于） BBC, including image
- Species †Megalograptus ohioensis - Hierarchy - The Taxonomicon （页面存档备份，存于）